# Hulk (hajó)

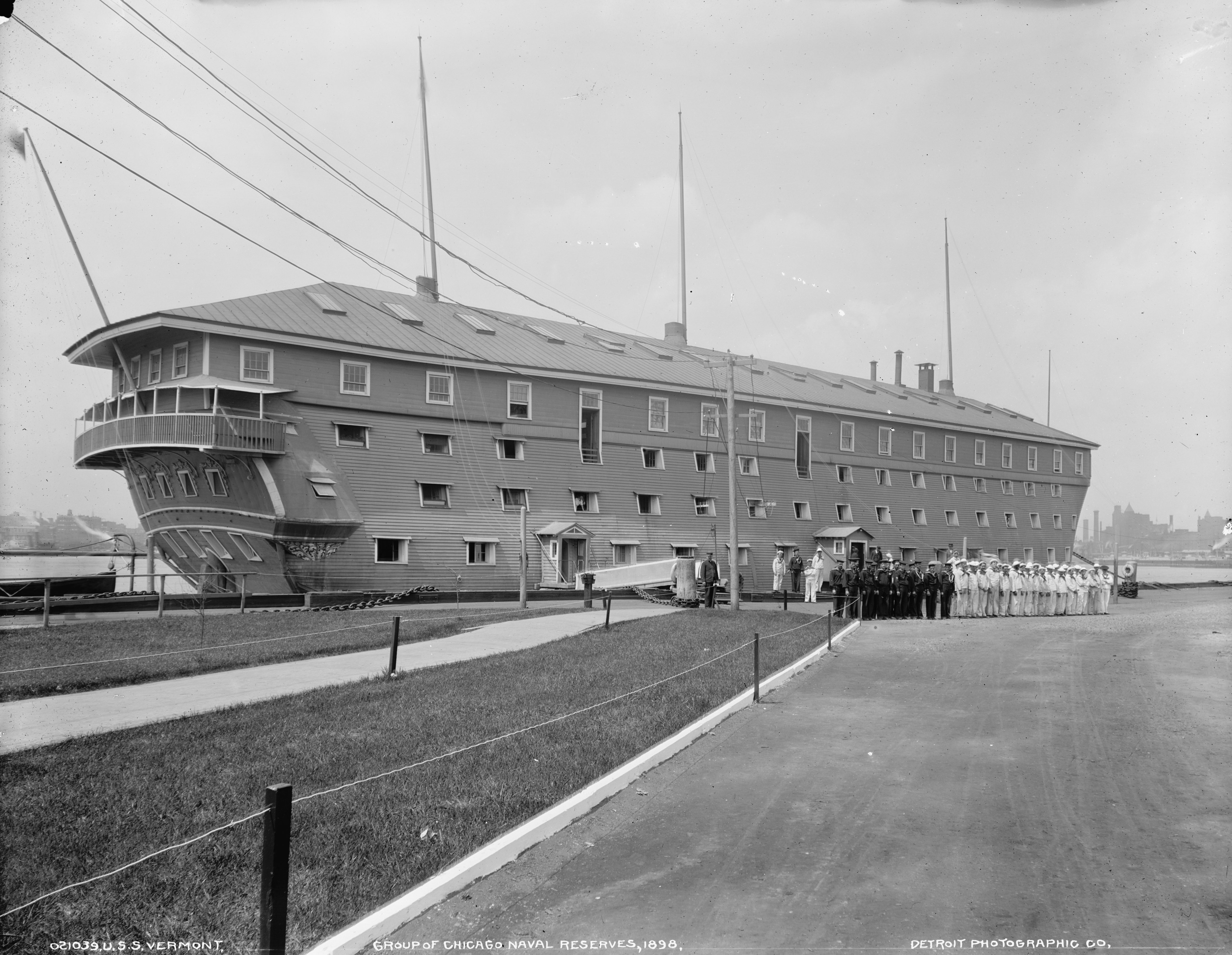
Hulk (1898)

A hulk egy középkori vitorlás hajó a 14–15. századból, a koggét váltotta fel. Utódja a karavella és a karakk lett.
Némi zavarra ad okot, hogy hulk néven illetik az állóhajókat is, Így a laktanya-, kórház-, börtön-, stb. hajókat, valamint a vitorlázatuktól megfosztott öreg hajókat is.
Úgy tűnik, a középkori hulk egy viszonylag jelentéktelen hajótípus maradt, különösen Európa síkvidékein, ahol elsősorban folyókon vagy csatornákon használták, és csak minimális mértékben a tengeren partmenti hajózásra. A neve a görög holkas szóból származhatott, mely vontatott hajót jelentett, ez szintén a folyami használatára utal. A "hulk" szónak a középkorban volt még egy "kivájt", "héj alakú" jelentése is, mely a hulk alakjára emlékeztet. A 14. században gyors fejlődésnek indult, és riválisa lett a kogge hajótípusnak, mely akkoriban a fő teherszállítónak számított. Hogy ez vajon a kogge fogyatékosságai miatt következett be, avagy mert a gazdaság súlypontja északról a Németalföldre tolódott, nehéz eldönteni.
A hulk (vagy holk) a kogge késő középkori, kora újkori továbbfejlesztése: a 15. sz. második felében fejlesztették ki, amikor a Baltikum hajózó népei egy sor technikai újítást vettek át a fejlettebb mediterrán hajóépítésből: pl. a vízállóbb karvelpalánkozást, a vitorlákhoz vezető  kötélhágcsók vagy a latinvitorla használatát.
A hulk zömében nagy vízkiszorítású, háromárbócos teherhajó, az elő- és a főárbócon négyszög-, a tatárbócon latinvitorlával. Az első és hátsó felépítmény nagysága megegyezett, és szögletes alakú volt.

## Nevezetes hulk
Peter von Danzig: 1462-ben La Rochelle-ben épült német megrendelésre. 43 m hosszú és 12 m széles volt.

## Fordítás
Ez a szócikk részben vagy egészben  a   Hulk (medieval ship type) című angol Wikipédia-szócikk ezen változatának fordításán alapul.  Az eredeti cikk szerkesztőit annak laptörténete sorolja fel. Ez a jelzés csupán a megfogalmazás eredetét és a szerzői jogokat jelzi, nem szolgál a cikkben szereplő információk forrásmegjelöléseként.